# Тарасов, Владимир Васильевич
Владимир Васильевич Тарасов (1930 — ?) — советский металлург, лауреат Государственной премии СССР (1970).
Родился в 1930 году. Член КПСС с 1952 года.
Окончил Алтайский институт сельскохозяйственного машиностроения (1952).
С 1952 года работал на Минском автомобильном заводе инженером-литейщиком, начальником цеха специального литья. С 1961 г. — главный металлург, с 1970 года заместитель главного инженера, с 1975 г. — начальник управления главного металлурга.
Лауреат Государственной премии СССР 1970 года (в составе коллектива) — за создание конструкции унифицированного семейства высокопроизводительных большегрузных транспортных автомобилей, автопоездов и автосамосвалов МАЗ — 500 и организацию их производства на Минском автомобильном заводе.
Награждён орденом Трудового Красного Знамени (1976).